# كاليمنوس
كاليمنوس: (باليونانية: Κάλυμνος)، (بالإنجليزية:Kalymnos)، هو اسم لجزيرة وبلدية يونانية وأيضاً اسم أكبر بلدة ضمن هذه الجزيرة.
تقع الجزيرة ضمن بحر إيجة، في جنوب شرق اليونان وهي تشكل جزءاً من أرخبيل الدوديكانيسيا. تتبع إدارياً لمقاطعة ذوذيكانيسيا والتي تشكل جزءاً من إقليم جنوب إيجة الإداري.

## الموقع والسكان
تقع الجزيرة ضمن أرخبيل الدوديكانيسيا الذي يوازي السواحل التركية الجنوبية الغربية، تبعد كاليمنوس مسافة (15) كم فقط عن الساحل التركي، وتقع إلى الجنوب منها جزيرة كوس، وإلى الشمال جزيرة ليروس، وتقع بلدة كاليمنوس (مركز الجزيرة) والتي تسمى أيضاً بوثيا (Pothia) على الساحل الجنوبي للجزيرة.
تبلغ مساحة الجزيرة حوالي 134.5 كم2، ويبلغ ارتفاع أعلى نقطة فيها (678) م.
يبلغ عدد سكان الجزيرة حوالي (16.5) ألف نسمة، بينما يبلغ عدد سكان بلدة كاليمنوس مركز هذه الجزيرة (10) آلاف نسمة (تعداد السكان لعام 2001).
تتشكل أرضها من الحجر الكلسي (الجيري)، مع وجود آثار للطف البركاني تعود لبركان قديم، ساحل الجزيرة عديم الانتظام، ويشكل العديد من الأجوان، الخلجان والرؤوس مع البحر. توجد ضمنها ثلاث سلاسل جبلية تمتد من الشمال الغربي باتجاه الجنوب الشرقي.

## أرخبيل كاليمنوس
تحيط بكاليمنوس العديد من الجزر الصغيرة والتي تشكل معها جزءاً متكاملاً من أرخبيل الدوديكانيسيا (الجزر الإثنا عشر)، وأهم هذه الجزر:
-تيلندوس (Telendos): التي يقال أنها انفصلت عن كاليمنوس إثر هزة أرضية عنيفة حدثت عام (544) م.
-بسيريموس (Pserimos): وتقع إلى الشرق من كاليمنوس، مباشرةً مقابل الساحل الـتركي.
بالإضافة إلى جزيرة كالوليمنوس (Kalolimnos) وبلاتي (Plati)، والعديد من الجزر الصغيرة غير المأهولة الأخرى (8 جزر).

## بلدات وقرى كاليمنوس

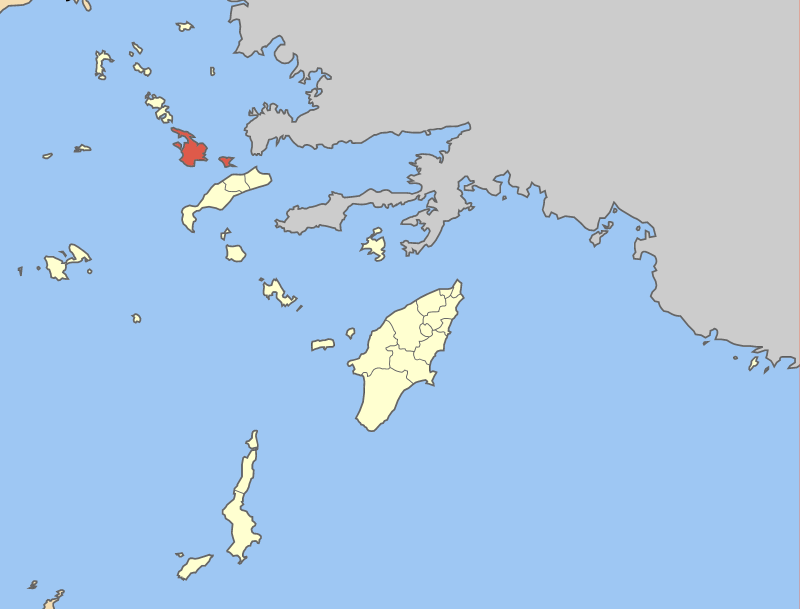
موقع بلدية وجزيرة كاليمنوس ضمن مقاطعة الذوذيكانيسيا

تقع بلدات وقرى كاليمنوس ضمن الواديين اللذان تشكلهما سلاسل الجزيرة الثلاث، وأيضاً ضمن السواحل ذات الطبيعة السهلة.
وأهم بلدات الجزيرة:
-ضمن وادي بوثيا-خورا : بلدة خورا (3,000) نسمة، وتقع في وسط الوادي وهي المركز التاريخي للجزيرة، بلدة كاليمنوس (بوثيا) (10,000) نسمة وهي مركز الجزيرة والميناء التاريخي لها.-بلدة بانورموس (1,400) نسمة وتقع في أقصى غرب الوادي.
-ضمن وادي فاثيس (Vathys): قرية فاثيس (600) نسمة.
-على سواحل الجزيرة: أغلب هذه القرى الساحلية أصبحت عبارة عن منتجعات سياحية منتشرة على طول الجزيرة وأهمها –إمبوريو (Emporeio) على الطرف الشمالي للجزيرة، -ميرتييس (Myrties) على الساحل الغربي –فوثيني (Vothini) على الساحل الجنوبي.
إدارياً تشكل الجزيرة كلها مع الجزر الصغيرة المحيطة بها بلدية واحدة هي بلدية كاليمنوس والتي تكون بلدة كاليمنوس (بوثيا) مركزاً لها.

## التاريخ

### التسمية والميثولوجيا
يعود أصل اسم الجزيرة إلى كاليدنا (Kalydna) والذي يعود لـ (كاليدنوس) (Kalydnos) ابن السماء في الميثولوجيا الإغريقية والذي تطور لاحقاً إلى كاليمنا (Kalymna) في القرن الأول قبل الميلاد، ثم إلى كاليمنوس (Kalymnos).
وقد ذكرها هومير في الإلياذة عندما أشار إلى مشاركة كاليمنوس مع كوس، نيسيروس، كاسوس وكارباثوس في الحرب ضد طروادة من خلال إرسالها لـ 30 سفينة حرب.

### التاريخ القديم
بحسب الكشفيات الأثرية، فإن أقدم وجود بشري في الجزيرة يعود للعصر النيوليثي. وكجارتها الجنوبية (جزيرة كوس) فقد قطنها الكاريون لاحقاً الذين قدموا من ساحل آسيا الصغرى المقابل.
سقطت الجزيرة بيد الفرس خلال الحروب الإغريقية-الفارسية، ولكن الأثينيون استردوها لاحقاً. احتلها الفرس مرة أخرى واستمر هذا الأمر إلى أن قام الإسكندر المقدوني بإخراجهم منها، وشهدت بعد ذلك وبسبب موقعها الجغرافي بعض مراحل الصراع بين خلفاء الإسكندر فأصبحت من أملاك بطليموس حاكم مصر.
أصبحت خلال الفترة الـرومانية تشكل جزءاً من مقاطعة الجزر الإيجية، وقد أعفاها الإمبراطور أغريبينا من الضرائب.

### الفترة البيزنطية والقرون الوسطى
انتشرت المسيحية في الجزيرة منذ وقت مبكر بسبب قربها من الساحل الغربي للأناضول ويقال أن بولس الرسول قد رسا فيها وقام بوعظ سكانها، وبنيت فيها العديد من الكنائس القديمة المنمقة. أصبحت لاحقاً جزءاً من الإمبراطورية البيزنطية، وفي تلك الفترة تعرضت لزلزال عنيف عام (554) م. أدى إلى تشريد سكانها، وغرق بلدة ميرتييس (Myrties) القديمة، وانفصال جزيرة تيلندوس الحالية عن كاليمنوس.
تعرضت الجزيرة لاحقاًً خلال تلك الفترة بدءاً من القرن السابع لغزوات العرب الأمر الذي أجبر سكانها على هجر الساحل والاحتماء بالجبال الداخلية.

### الفترة الإفرنجية والعثمانية
احتلت تنظيمات فرسان القديس يوحنا الصليبية الجزيرة بدءاً من العام (1310) م. وقد قام هؤلاء ببناء حصنين جديدين في الجزيرة بالإضافة إلى ترميمهم للقلعة البيزنطية القديمة، وذلك من أجل مواجهة الخطر التركي المتزايد في تلك الفترة. وقد سيطر فرسان يوحنا على كل الجزر من ليروس إلى كاستيللوريزو وكان مركزهم في رودس.
استطاع العثمانيون فتح الجزيرة عام (1532) م. وخلال كل الفترة العثمانية، حافظت الجزيرة نوعاً ما على استقلاليتها، ولم يحدث فيها أي استيطان عثماني (على عكس مناطق اليونان الأخرى)، ولكنه وفي نفس الوقت لم يسمح للسكان باستيراد أي شيء من خارج الجزيرة الأمر الذي أجبرهم على الاعتماد فقط على جزيرتهم وما تنتجه من موارد قليلة.

### التاريخ الحديث
حدثت بالقرب من الجزيرة عام (1821) م. معركة بحرية بين الأسطول العثماني وسفن بحرية يونانية، وكانت هذه المعركة جزءاً من حرب استقلال اليونان، انتصر اليونانيون في هذه المعركة ولكن العثمانيين استعادوا السيطرة على الجزيرة خلال فترة وجيزة واستمر هذا الأمر لفترة (88) سنة حتى العام (1912) عندما احتلتها القوات الإيطالية بعد الحرب التركية-الإيطالية عام (1912).
بقيت الجزيرة بيد الإيطاليين الذين استخدموها كقاعدة لهم خلال الحرب العالمية الثانية، إلى العام (1947) م عندما تنازلت إيطاليا عن كل جزر الدوديكانيسيا لليونان.

## المعالم الأساسية

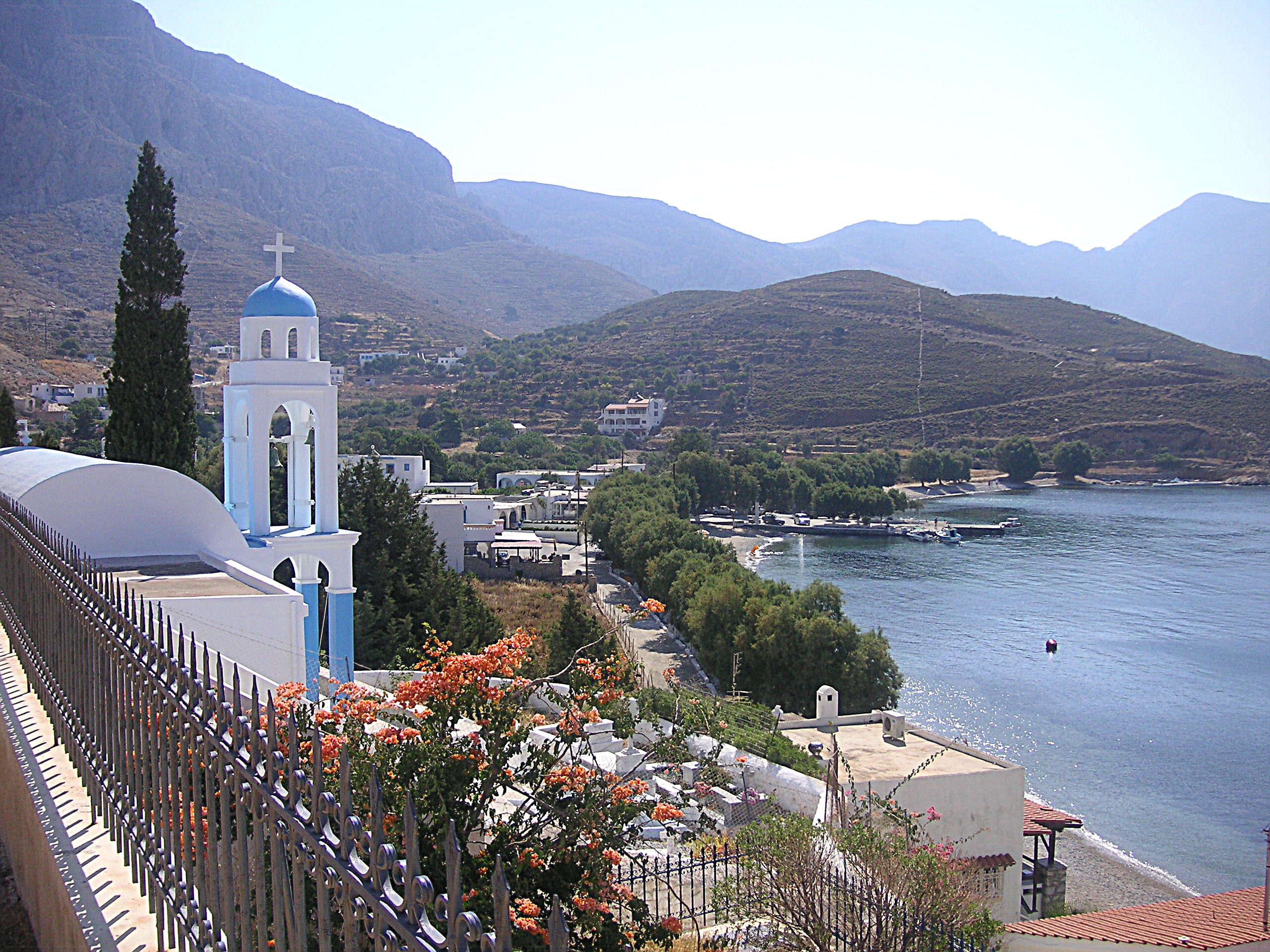
منتج إمبورياس في شمال الجزيرة

تنتشر المعالم المهمة في كل أنحاء الجزيرة وخاصة ضمن الوادي التي تقع ضمنه بلدة كاليمنوس (مركز الجزيرة) وأهم هذه المعالم:
-حرم أبوللو: كان المركز الديني والسياسي لكاليمنوس القديمة، توجد ضمنه معابد لأبوللو وأسكليبيوس إله الطب في الميثولوجيا الإغريقية، استخدمت حجاره المرمرية لاحقاً في بناء كنائس الجزيرة. يقع المعبد على مسافة (3) كيلومتر عن مركز بلدة كاليمنوس وعلى أطراف بلدة خورا (Chora) التي تشكل امتداد عمراني واحد مع بلدة كاليمنوس (بوثيا).
-قلعة خريسوخيريا (Chrysocheria): وهي القلعة البيزنطية القديمة (الكاسترو) والتي جددت على يد فرسان القديس يوحنا وهي تقع على قمة جبل مشرف على بلدتي كاليمنوس وخورا.
-قلعة خورا (Chora): وهو حصن بيزنطي قديم يقع على قمة جبل على الطرف الأخر من الوادي بشكل مقابل لقلعة خريسوخيريا، يشرف هذا الحصن على بلدة خورا.
-كنيسة باناغيا هاريتوميني (Panaghia Haritomeni)، وكنيسة خريستوس تو ييروساليم (Hristos tou Ierousalem) وهما أهم معابد الجزيرة توجدان في خورا (المركز التاريخي للجزيرة)، وتعود الثانية للقرن السادس للميلاد.
-متحف كاليمنوس الأركيولوجي، ومتحف عالم البحار ويوجدان في بلدة كاليمنوس (بوثيا).
ومن المعالم التي تقع في أنحاء أخرى في الجزيرة:
-معاقل فيلاكيس (Filakyes): وهي تحصينات هلنستية تشرف على وادي فاثيس، -قلعة إمبولاس (Empolas) التي تحمي نفس الوادي، -حصن كاستراكي (Kastraki)، -ميناء ريناس القديم (Rinas)، وهو أفضل موقع أثري يعود للفترة المسيحية المبكرة في كل اليونان.
هذا بالإضافة إلى الآثار الموجودة في جزيرة تيلندوس والتي كانت ضمنها المدينة الكلاسيكية في الجزيرة قبل حدوث الزلزال.

## متفرقات
- لا تعتبر الجزيرة «سياحية» مقارنةً بالجزر اليونانية الأخرى مثل ميكونوس وَسانتوريني، ولكنها تعتمد بشكل كبير على السياحة كمورد مهم للدخل.
- اعتمدت الجزيرة تاريخياً على البحر كمصدر دخل أساسي فقد كانت المركز الأهم لاستخراج الإسفنج من البحر، أما الموارد الزراعية فهي قليلة بسبب طبيعة الجزيرة القاسية وأهمها الحمضيات.

## وصلات خارجية
- موقع المدينة الرسمي